# Шопов, Ацо
Ацо Шопов (Штип, 1923 г. — Скопье, 1982 г.) — македонский поэт, переводчик, издатель и дипломат, является одним из отцов-основателей современной македонской поэзии, входит в число наиболее выдающихся поэтов Юго-восточной Европы XX в.
Его первый сборник Стихи (1944 г.) был первой книгой, изданной на македонском языке после окончания Второй мировой войны в 1944 г. При жизни, Ацо Шопов опубликовал двенадцать поэтических сборников, восемь собраний избранных стихотворений на македонском языке и десять — на иностранных языках. С 1982 г., число изданий с избранными стихотворениями как на македонском, так и на иностранных языках не перестаёт увеличиваться.
Прекрасный знаток русского языка и литературы, Ацо Шопов совместно со своим коллегой Славко Жаневски перевёл в 1951 г. Думу про Опанаса Эдуарда Багрицкого. В 1956 г. он также перевёл на македонский Басни Ивана Крылова.
В 1964 г. под руководством Александра Романенко в издательстве «Прогресс» (Москва) была напечатана книга избранных произведений Ацо Шопова под названием Ветер приносит погожие дни.
Сборник был переведён Юрием Левитанским, совместно со Станиславом Куняевым, Никитой Разговоровым, Владимиром Корчагиным, Вадимом Сикорским и Игорем Федориным.
Шопов был членом Ассоциации писателей Македонии с момента её основания в 1947 г. и был его президентом и первым президентом Совета Стружских вечеров поэзии. В 1967 г. Шопов стал одним из членов-основателей Македонской академии наук и искусств (МАНУ). Три года спустя он был удостоен премии АВНОJ, высшего югославского отличия в области наук и искусств.
Первый директор издательства «Кочо Рацин», Ацо Шопов был также многолетним директором издательства «Македонская книга» и главным редактором нескольких журналов, в том числе сатирической газеты Остен.
Посол СФРЮ в Сенегале (1971—1975 гг.), Ацо Шопов заканчивает свою карьеру в качестве председателя Республиканской комиссии по культурным связям с зарубежными странами.

## Биография

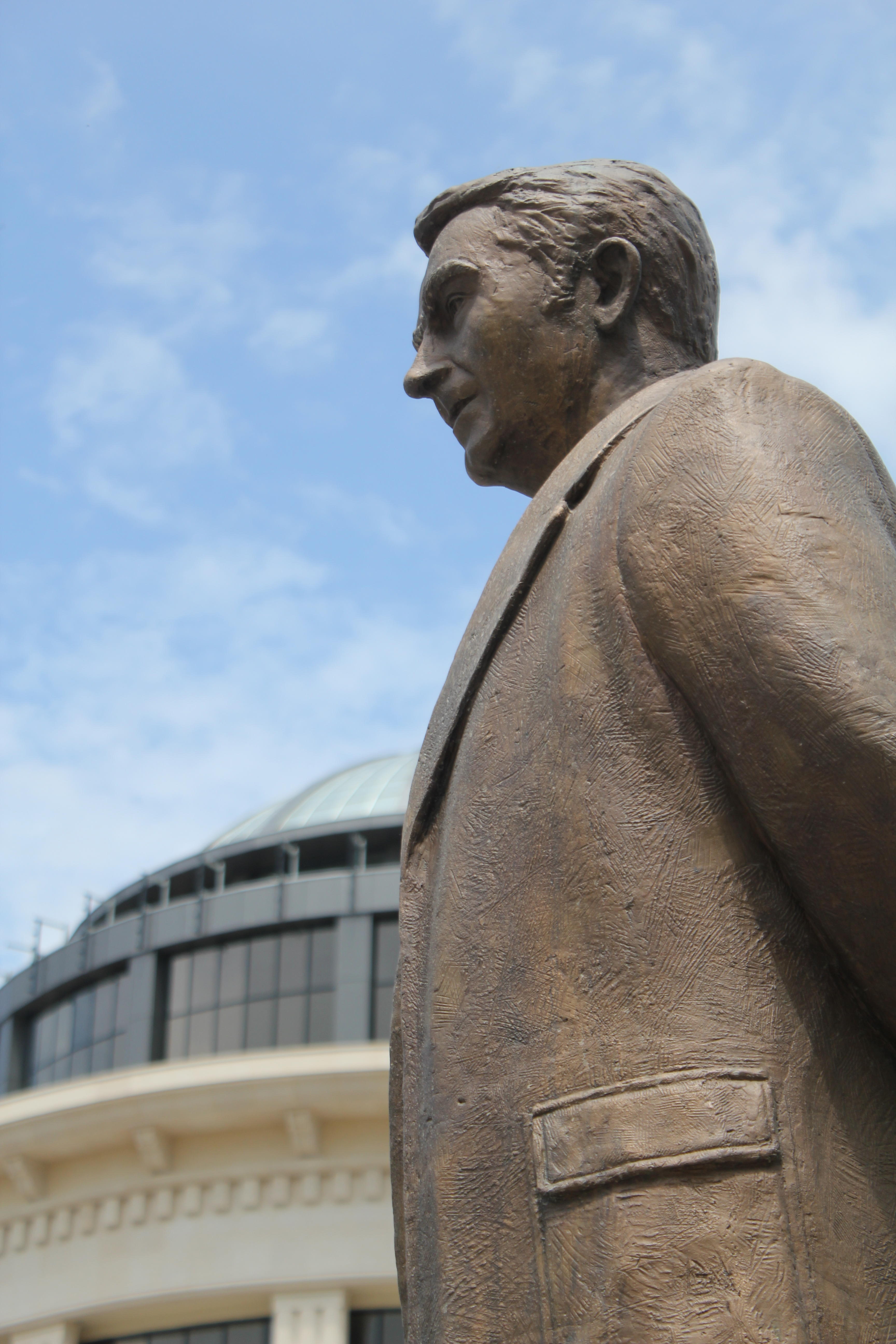
Памятник Ацо Шопову, на Мосту искусств в Скопье (Республика Македония).

Ацо Шопов, родившийся 20 декабря 1923 г. в Штипе (на востоке Республики Македонии), считается одним из наиболее выдающихся поэтов Юго-восточной Европы XX в. Он вырос в своём родном городе с двумя братьями Димитаром (1920—1972 гг.) и Бориславом (1927—1996 гг.), отцом Гьоргьем Зафировым-Шоповым (1893—1944 гг.) и матерью Костадинкой Русевой (1897—1942 гг.), которой он обязан своей любовью к поэзии и талантом.
Из «чудовища о ста головах», так к концу жизни он называл своё детство, он запомнил болезнь матери, которую в 1934 г. разбил паралич. Едва достигнув 11 лет, он самостоятельно стал ухаживать за ней и за своим младшим братом, старший к тому времени был отправлен в Призренскую семинарию, а отец бывал в доме редко. Призрак неизлечимой болезни и смерти, тревога, грусть и одиночество отныне пропитают всю его поэзию, от первых стихотворений, написанных в школьной тетради в 14 лет, до последних.
В 20 лет, на поле битвы, он потерял свою возлюбленную Веру Йоцич, на исходе Второй мировой войны посмертно получившую звание народной героини. Он посвятил ей стихотворение «Твои глаза», которое и по сей день молодые македонцы спонтанно цитируют в кафе и на улицах.
Уже в своих первых стихотворениях, написанных во времена партизанского сопротивления, Ацо Шопов порывает с модными поэтическими устоями, сочиняя любовные стихи в разгар войны. Позднее, от открыто боролся с указаниями социалистического реализма, за что, в 1950-х гг. подвергался нападкам официальной литературной критики, а спустя десятилетие был всенародно признан. Выход в свет сборников Стихови за радоста и маката (Стихи о страданиях и радости) в 1952 г. и Слеј се со тишината (Слейся с тишиной) в 1955 г. породил «столкновение поколений», разделившее Общество писателей Македонии на два враждующих лагеря.
Несмотря на своё философское образование, Ацо Шопов писал исключительно поэзию. Он всегда оставался верен своим воззрениям, прокладывая, таким образом, свой собственный литературный путь, не уходя однако в диссиденты. «Главная сложность и основная моральная ответственность поэта, — объясняет он в одном из интервью, — найти подходящие слова для тем и идей, которые он стремится высказать с наибольшей подлинностью и неподражаемостью. Если ему это не удаётся, стихотворение распадается, слово превращается в ложь».
С первого сборника Стихи, который также был первой книгой, изданной на македонском языке после окончания Второй мировой войны в 1944 г., и до последнего Дерево на холме, опубликованного в 1980 г., за два года до его смерти, Ацо Шопов закладывал основы решительно современной поэзии, которая, опираясь на родную землю, стремится только к одному — стать частью кадастра мира. Его творчество объединяет в одном личностном опыте жизненный путь поэта, удел его страны и судьбу человечества.
В 1967 г. Шопов стал одним из членов-основателей Македонской академии наук и искусств (МАНУ). Три года спустя он был удостоен премии АВНОJ, высшего югославского отличия в области наук и искусств.
В 1971 г., после долгих лет, проведённых в мире журналистики и издательского дела, Ацо Шопов был назначен послом Югославии в Сенегале. Там он стал близким другом президента-поэта Леопольда Седара Сенгора, многие из стихотворений которого он перевёл на македонский язык. В 1975 г. Сенгор был удостоен Золотого венца Стружских вечеров поэзии, высшей награды этого международного фестиваля, ежегодно проходящего на юге Республики Македонии и основанного за пятнадцать лет до этого самим Шоповым и его несколькими собратьями по перу. Жизнь в Сенегале вдохновила Шопова на написание Песни чёрной женщины, сборника, за который он получил премию «Братьев Миладиновых» на Стружских вечерах поэзии 1976 г.
После возвращения на родину в 1975 г. Ацо Шопов был назначен председателем Республиканской комиссии по культурным связям с зарубежными странами. Однако уже через три года болезнь, предчувствие которой так глубоко ощутимо в стихотворениях Шопова, вынудила его отойти от дел.
Ацо Шопов скончался после продолжительной болезни 20 апреля 1982 г. в Скопье.

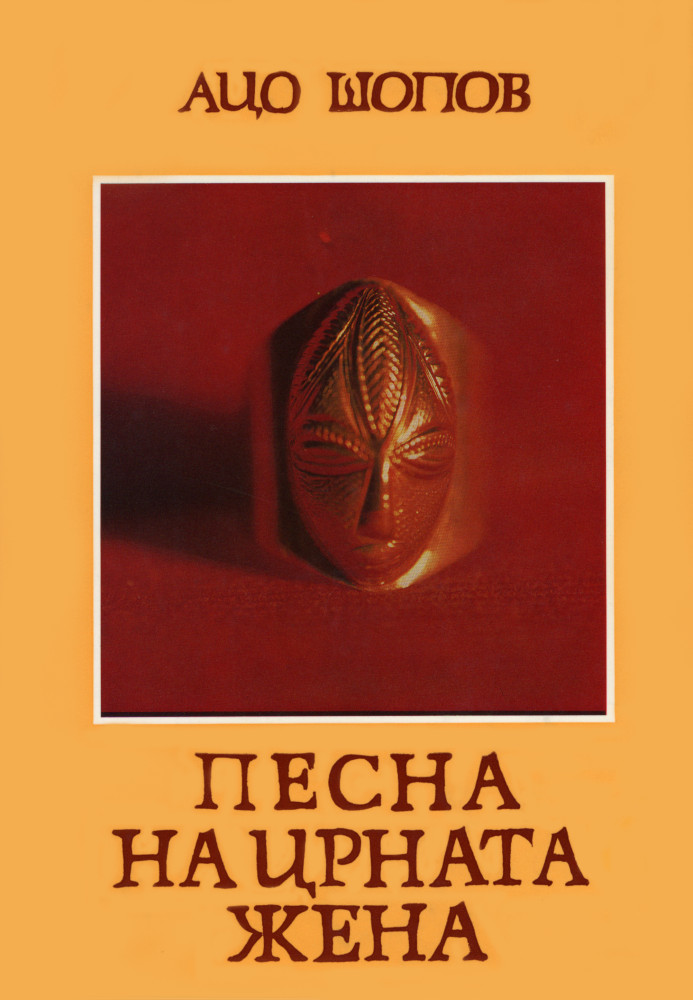

### Поэзия
- Песни (Стихи). Куманово: Околиски НОМСМ, 1944.
- Пруга на младоста (Дорога молодости). Со Славко Јаневски. Скопје: Главен одбор на Народната младина на Македонија, 1946.
- На Грамос (На Граммосе). Скопје: НАПОК, 1950.
- Со наши раце (Нашими руками). Скопје: Државно книгоиздателство на Македонија, 1950.
- Стихови на маката и радоста (Стихи о страданиях и радости). Скопје: Кочо Рацин, 1952.
- Слеј се со тишината (Слейся с тишиной). Скопје: Кочо Рацин, 1955.
- Ветрот носи убаво време. (Ветер приносит погожие дни). Скопје: Кочо Рацин, 1957.
- Небиднина (Небытие). Скопје: Кочо Рацин, 1963. (1968, 1970, 1971, 1974, 1976)
- Јус-универзум. Скопје: Мисла, 1968.
- Гледач во пепелта (Пеплогадатель). Скопје: Македонска книга, 1970. (2013)
- Песна за црната жена (Песня чёрной женщины). Скопје: Мисла, 1976.
- Дрво на ридот (Дерево на холме). Скопје: Мисла, 1980.

## Все переведённые книги
- Zlij se s tišino. Prepev Ivan Minati. Ljubljana : Državna založba Slovenije, 1957. 72 str.
- Örök várakozó. Foditotta: Fehér Ferenc, Novi Sad, Forum, 1964. 78 str. Ветер приносит погожие дни. Перевод Александра Романенко. Москва: Прогресс, 1964 г., 64 стр.
- Предвечерје. Избор, превод и препјев Сретен Перовиќ. Титоград: Графички завод, 1966. 115 стр.
- Ugnus-milestiba: dzeja. No makedoniešu valodas atdzejojis Knuts Skujenieks. Sakartojis Aleksandar Romanenko. Riga: Liesma, 1974. 103 str.
- Песме = Песни. Избор и предговор Георги Старделов; превод и препјев Сретен Перовић, Београд: Народна књига, 1974. 277 стр.
- Pjesma crne žene. Prevela Elina Elimova, Zagreb, August Cesarec, 1977. 39 str.
- Dugo dolaženje ognja. Izabrane pesme. Превод Сретен Перовић, Београд: Рад, 1977. 105 стр.
- En chasse de ma voix. Choix et adaptation Djurdja Sinko-Depierris, Jean-Louis Depierris, Paris, Editions Saint-Germains-des-Prés, 1978. 60 str.
- Naşterea cuvéntului. Selectiesi traducere de Ion Deaconesvu; prefatâ si note Traian Nica. Cluj-Napoca: Dacia, 1981, 91 str.
- Пјесме. Превео и препјевао Сретен Перовић; изабрао и приредио Изет Муратспахиќ. Сарајево: Веселин Маслеша, 1984. 175 стр.
- Lector de cenizas. Presentación selectión i traucción por Aurora Marya Saavedra. Mèhico: Cuadernos Cara a Cara, 1987, 93 str.
- Шопов во светот, Шопов од светот. Избор и предговор Милош Линдро. Скопје: Македонска книга, 1993 (Избор, кн. 2).
- Anthologie personnelle. Poésie traduite du macédonien par Jasmina Šopova; introduction d’Ante Popovski; adaptation et postface d’Edouard Maunick. Paris: Actes Sud / Editions UNESCO, 1994, 143 str.
- Stigmate=Лузна. Edité par Jasmina Šopova. Skopje : Matica makedonska, 2001. 253 p.
- Senghor-Šopov : Parallèles. Edité par Jasmina Šopova; Introductions: Jasmina Šopova, Hamidou Sall, Risto Lazarov. Illustrations: Hristijan Sanev. Skopje: Sigmapres, 2006. 206 p. (français et macédonien).
- Sol negro. Traducción de Luisa Futoransky. Prólogo y selección por Jasmina Šopova. Buenos Aires : Leviatán, 2011. 98 p.
- Geburt des Wortes = Naissance de la parole. Gedichte übersetzt aus dem Makedonischen von Ina Jun Broda ; Traduit du macédonien par Jasmina Šopova et Edouard J. Maunick. Struga: Sruga Poesieabende / Soirées poétiques de Struga, 2010. 92 str.
- The Word’s Nativity. Edited by Kata Ćulavkova. Skopje: St. Clement of Ohrid National and University Library, 2011. 196 p.
- Soleil noir = Schwarze Sonne. Préface = Vorwort: Jasmina Šopova. Differdange: Editions PHI, 2012. 121 str.
- Раждание на словото.- Роман Кисьов — подбор, превод, предговор.- Издателство «Авангард принт», Русе, 2013.

## Книги об Ацо Шопове
- Ацо Шопов (1923—1982) : Споменица.- Скопје : Македонска академија на науките и уметностите
- Ивановиќ, Радомир: Поетиката на Ацо Шопов; превод од српскохрватски ракопис Милан Трајков.- Скопје: Македонска ревија, 1986.- 188 стр.
- Ивановић, Радомир: Реч о речи : поетика Аце Шопова.- Београд: Ново Дело, 1986.- 172 п.
- Творештвото на Ацо Шопов: симпозиум по повод 70-годишнината од раѓањето на Ацо Шопов.- Скопје: Филолошки факултет — Институт за македонска литература, 1993.- 188 стр.
- Китанов, Блаже: Ацо Шопов, живот и дело.- Скопје : Култура, 1998.- 226 стр.
- Старделов, Георги: Небиднината: поезијата и поетското искуство на Ацо Шопов.- Скопје: Матица македонска, 2000.- 309 стр.
- Шопова, Јасмина: По-трагите на Ацо Шопов, Скопје: Сигмапрес, 2003 Шопова, Јасмина: Сенгор-Шопов: Паралели, Скопје: Сигмапрес, 2006 Животот и делото на Ацо Шопов: меѓународен научен собир по повод 80-годишнината од раѓањето на Ацо Шопов.- Скопје: МАНУ, 2005.- 281 стр. ISBN 9989-101-60-4